# Canton de Sigoulès
Le canton de Sigoulès est une ancienne division administrative française située dans le département de la Dordogne, en région Aquitaine.

## Historique
- Le canton de Cuneges (ou Cunéges) est l'un des cantons de la Dordogne créés en 1790, en même temps que les autres cantons français. Il a d'abord été rattaché au district de Bergerac. En 1800, il fait partie de l'arrondissement de Bergerac. Il  prend le nom de canton de Sigoulès en 1817, à la suite du transfert du chef-lieu de canton depuis Cunèges vers Sigoulès[1].

- De 1833 à 1845, les cantons d'Eymet et de Sigoulès avaient le même conseiller général. Le nombre de conseillers généraux était limité à 30 par département.

### Redécoupage cantonal de 2014-2015
Par décret du 21 février 2014, le nombre de cantons du département est divisé par deux, avec mise en application aux élections départementales de mars 2015. Le canton de Sigoulès est supprimé à cette occasion. Treize de ses quinze communes sont alors rattachées au canton du Sud-Bergeracois dont le bureau centralisateur est fixé à Eymet, et les deux autres, Gardonne et Lamonzie-Saint-Martin, au canton du Pays de la Force (bureau centralisateur : Prigonrieux).

## Géographie
Ce canton était organisé autour de Sigoulès dans l'arrondissement de Bergerac. Son altitude variait de 10 m (Gardonne) à 191 m (Thénac) pour une altitude moyenne de 110 m.

## Représentation

### Conseillers généraux de 1833 à 2015
Avant 1833, les conseillers généraux étaient désignés, et ne représentaient pas un canton déterminé.
| Période | Période          | Identité                                  | Étiquette          | Qualité                                                                                                 |
| ------- | ---------------- | ----------------------------------------- | ------------------ | --- |
| 1833    | 1839             | Joseph Ignace Auguste Peyronny            |                    | Inspecteur de l'Enseignement Maire de Ribagnac                                                          |
| 1839    | 1845             | Pierre Teyssonnière de Gramont            |                    | Capitaine, notaire, avocat à Eymet                                                                      |
| 1845    | 1846 (décès)     | Jean Élie François Marcelin de Chanaud    |                    | Juge, procureur du Roi Président du Tribunal civil de Bergerac                                          |
| 1846    | 1871             | Louis Auguste Boudet                      | Centre droit       | Député (1864-1870) Propriétaire du château de Saint-Martin (commune de Lamonzie-Saint-Martin)           |
| 1871    | 1880 (démission) | Paul de Chadois                           | Centre gauche      | Colonel Représentant de la Dordogne à l'Assemblée nationale (1871-1875) Sénateur inamovible (1875-1900) |
| 1881    | 1933 (décès)     | Ferdinand de La Borie vicomte de La Batut | Républicain        | Maire de Monbazillac Député (1885-1912) Sénateur (1912-1930) Président du Conseil général               |
| 1933    | 1934             | Noël Quennesson (1885-1958)               | Rad.               | Industriel Maire de Sigoulès                                                                            |
| 1934    | 1940             | Abel Maumont                              | Rad.               | Maire de Flaugeac, conseiller d'arrondissement                                                          |
|         |                  |                                           |                    | |
| 1945    | 1949             | Jules Piboyeux                            | PCF                | Cultivateur à Sigoulès                                                                                  |
| 1949    | 1954             | Jean Eyma                                 | Rad.               | Viticulteur, propriétaire du château de Monbazillac                                                     |
| 1955    | 1973             | Pierre Dessales                           | JR puis CD puis PS | Agriculteur - Maire de Sigoulès                                                                         |
| 1973    | 1977 (décès)     | Jean-Pierre Joussain                      | CDS                | Chef-adjoint du cabinet (et gendre) du Président du Sénat, Alain Poher                                  |
| 1977    | 2015             | Michel Bourgeois                          | PS puis DVG        | Ancien dirigeant d'entreprise Conseiller municipal de Bergerac (2008-2014)                              |

### Conseillers d'arrondissement (de 1833 à 1940)
| Période                                  | Période | Identité                      | Étiquette       | Qualité |
| ---------------------------------------- | ------- | ----------------------------- | --------------- | --- |
| Les données manquantes sont à compléter. |         |                               |                 | |
| 1833                                     | 1836    | Jean Géraud                   |                 | Propriétaire vigneron à Pomport                                                                             |
| 1836                                     | 1855    | Étienne de Coursson de Pécany |                 | Propriétaire à Pomport, adjoint au maire de Bordeaux                                                        |
| 1855                                     | 1864    | Pierre Charles de Brugière    |                 | Propriétaire à La Boissière, juge de paix, maire de Sigoulès                                                |
| 1864                                     | 1871    | M. Bouhet                     |                 | |
| 1871                                     | 1877    | Léo Domenget de Malauger      |                 | Docteur en droit, avocat, juge au tribunal civil de Bergerac                                                |
| 1877                                     | 1895    | Jean Lacosse                  | Droite          | Viticulteur, maire de Gardonne                                                                              |
| 1895                                     | 1901    | Antoine Rigal                 | Républicain     | Notaire, suppléant du juge de paix à Sigoulès                                                               |
| 1901                                     | 1907    | Étienne-Henri Gueylard        | Républicain     | Agriculteur à Lamonzie-Saint-Martin                                                                         |
| 1907                                     | 1913    | Jean Marceron                 | Action libérale | Maire de Lamonzie-Saint-Martin                                                                              |
| 1913                                     | 1925    | M. Fournier                   |                 | Médecin, maire de Sigoulès                                                                                  |
| 1925                                     | 1934    | Abel Maumont                  | Rad.            | Maire de Flaugeac                                                                                           |
| 1934                                     | 1934    | Noël Quennesson               | Rad.            | Industriel, maire de Sigoulès, ancien conseiller général                                                    |
| 1934                                     | 1940    | M. Pelletant                  | USR             | Maire de Pomport                                                                                            |
| 1940                                     |         |                               |                 | Les conseils d'arrondissement ont été suspendus par la loi du 12 octobre 1940 et n'ont jamais été réactivés |

Sources : "Annuaires et calendriers 1789-1842 " sur le site des archives départementales de la Dordogne. https://archives.dordogne.fr/r/72/fonds-imprimes/annuaires-et-calendriers?arko_default_6076b1c79b335--ficheFocus=

## Composition
Le canton de Sigoulès regroupait quinze communes et comptait 9 916 habitants (population municipale) au 1er janvier 2011.
| Communes               | Population (2012) | Code postal | Code Insee |
| ---------------------- | ----------------- | ----------- | ---------- |
| Cunèges                | 298               | 24240       | 24148      |
| Flaugeac               | 328               | 24240       | 24181      |
| Gageac-et-Rouillac     | 435               | 24240       | 24193      |
| Gardonne               | 1 493             | 24680       | 24194      |
| Lamonzie-Saint-Martin  | 2 398             | 24680       | 24225      |
| Mescoules              | 167               | 24240       | 24267      |
| Monbazillac            | 916               | 24240       | 24274      |
| Monestier              | 382               | 24240       | 24276      |
| Pomport                | 812               | 24240       | 24331      |
| Razac-de-Saussignac    | 355               | 24240       | 24349      |
| Ribagnac               | 320               | 24240       | 24351      |
| Rouffignac-de-Sigoulès | 345               | 24240       | 24357      |
| Saussignac             | 423               | 24240       | 24523      |
| Sigoulès               | 872               | 24240       | 24534      |
| Thénac                 | 372               | 24240       | 24549      |

## Démographie
| 1962  | 1968  | 1975  | 1982  | 1990  | 1999  | 2006  | 2011  | 2012  |
| ----- | ----- | ----- | ----- | ----- | ----- | ----- | ----- | ----- |
| 7 651 | 7 652 | 7 411 | 7 542 | 8 405 | 8 845 | 9 442 | 9 916 | 9 980 |